# Johann Ferdinand Mädler
Johann Ferdinand Mädler (Stoccarda, 8 novembre 1879 – ...) è stato un calciatore tedesco.

## Carriera
Mädler viaggiò molto in Italia per lavoro, e in questo contesto fu tesserato dal Milan nella sfortunata finale del 1902 che vide i rossoneri perdere il titolo a favore del Genoa.
Richiamato in patria per affari, tornò in Lombardia nel 1906, questa volta stabilendovisi per un più lungo periodo. Fu attaccante della squadra meneghina per tre stagioni, la prima delle quali coincise con la vittoria del campionato cui contribuì con tre reti.
Giocò anche in Svizzera nel Zurigo nel 1908.
Ritiratosi nel 1909, coprì saltuariamente il ruolo di arbitro.

## Palmarès
- Campionato italiano: 1

Milan: 1907